# آدولف براکولت
آدولف براکولت (انگلیسی: Adolph Braeckeveldt; ۶ اکتبر ۱۹۱۲ – ۴ اوت ۱۹۸۵) دوچرخه‌سوار اهل بلژیک بود.